# Macroxystra
Macroxystra é um gênero de mariposa da família das Geometridae.